# Гиљермо Кањас
Гиљермо Кањас (шп. Guillermo Cañas; Буенос Ајрес, 25. новембар 1977) је аргентински професионални тенисер. Рођен је у Буенос Ајресу, а име је добио по аргентинској тениској звезди Гиљерму Виласу. Највећи домет му је 8. место на АТП листи у јуну 2005.
Српској јавности постао је шире познат након пораза у финалу турнира у Мајамију, 1. априла 2007. године од Новака Ђоковића.